# Niederländische Frauen-Handballnationalmannschaft
Die niederländische Frauen-Handballnationalmannschaft vertritt die Niederlande bei internationalen Turnieren im Frauenhandball.

## Teilnahme an Meisterschaften
Den ersten Erfolg feierte die Auswahl bei der Feldhandball-Weltmeisterschaft 1960. Dort belegte man den 4. Platz, nachdem man das kleine Finale gegen Deutschland verlor.
Einen weiteren Erfolg konnte man bei der Weltmeisterschaft in Norwegen/Dänemark feiern. Dort belegte man den ersten Platz in der Vorrunde, gewann sogar deutlich gegen den späteren Turniersieger Norwegen. Jedoch verlor man dann im folgenden Achtelfinale mit 16:26 gegen Rumänien.
Bei der Weltmeisterschaft 2005 in Russland wurde die Rechtshänderin Pearl van der Wissel in das All-Star-Team gewählt. 2015 wurde man Vizeweltmeister, 2016 Vizeeuropameister. Bei der Weltmeisterschaft 2019 gewann die Niederlande durch ein 30:29 im Finale gegen die spanische Auswahl ihren ersten Titel. Den spielentscheidenden Treffer erzielte Lois Abbingh wenige Sekunden vor Abpfiff durch einen Siebenmeter.

### Weltmeisterschaften
- Weltmeisterschaft 1971: 08. Platz
- Weltmeisterschaft 1973: 12. Platz
- Weltmeisterschaft 1978: 09. Platz
- Weltmeisterschaft 1986: 10. Platz
- Weltmeisterschaft 1999: 10. Platz
- Weltmeisterschaft 2001: 14. Platz
- Weltmeisterschaft 2005: 05. Platz
- Weltmeisterschaft 2011: 15. Platz
- Weltmeisterschaft 2013: 13. Platz
- Weltmeisterschaft 2015: 02. Platz
- Weltmeisterschaft 2017: 03. Platz
- Weltmeisterschaft 2019: 01. Platz (Weltmeister)
- Weltmeisterschaft 2021: 09. Platz
Team: Laura van der Heijden (eingesetzt in 6 Spielen / 14 Tore geworfen), Debbie Bont (6/18), Lois Abbingh (6/17), Larissa Nüsser (6/16), Danick Snelder (6/28), Lynn Knippenborg (5/6), Bo van Wetering (6/40), Kelly Dulfer (6/18), Merel Freriks (5/10), Inger Smits (6/19), Zoë Sprengers (6/14), Angela Malestein (3/10), Kelly Vollebregt (5/17), Tess Wester (6/1), Yara ten Holte (6/0), Dione Housheer (6/35), Estavana Polman (6/7);[6] Trainerin war Monique Tijsterman.
- Weltmeisterschaft 2023: 5. Platz
Team: Lois Abbingh (8/23), Yvette Broch (9/14), Rinka Duijndam (7/0), Kelly Dulfer (9/13), Tamara Haggerty (6/4), Dione Housheer (8/31), Tess Lieder (4/0), Angela Malestein (9/47), Kim Molenaar (1/1), Larissa Nüsser (8/20), Estavana Polman (6/21), Inger Smits (8/8), Zoë Sprengers (5/12), Yara ten Holte (7/3), Laura van der Heijden (9/23), Nikita van der Vliet (8/21), Loïs van Vliet (2/5), Bo van Wetering (9/38), Kelly Vollebregt (6/15)[7]
Trainer: Per Johansson
- Weltmeisterschaft 2025: qualifiziert als Co-Gastgeber

### Europameisterschaften
- Europameisterschaft 1998: 10. Platz
- Europameisterschaft 2002: 14. Platz
- Europameisterschaft 2006: 15. Platz
- Europameisterschaft 2010: 08. Platz
- Europameisterschaft 2014: 08. Platz
- Europameisterschaft 2016: 02. Platz
- Europameisterschaft 2018: 03. Platz

Mannschaftsaufstellung bei der Europameisterschaft 2018
- Europameisterschaft 2020: 06. Platz

Mannschaftsaufstellung bei der Europameisterschaft 2020
- Europameisterschaft 2022: 06. Platz (von 16 Teams)

Mannschaftsaufstellung bei der Europameisterschaft 2022
- Europameisterschaft 2024: 06. Platz (von 24 Teams)

### Olympische Spiele
- 2016: 4. Platz
- 2020: 5. Platz
- 2024: 5. Platz

## Kader für die Europameisterschaft 2024
| Rinka Duijndam           | TW | Rapid Bukarest                |
| Yara ten Holte           | TW | Odense Håndbold               |
| Zoë Sprengers            | LA | Nykøbing Falster Håndboldklub |
| Bo van Wetering          | LA | Győri ETO KC                  |
| Lois Abbingh             | RL | Vipers Kristiansand           |
| Judith van der Helm      | RL | VOC Amsterdam                 |
| Isa Ternede              | RL | Buxtehuder SV                 |
| Larissa Nüsser           | RM | Vipers Kristiansand           |
| Inger Smits              | RM | CSM Bukarest                  |
| Dione Housheer           | RR | Győri ETO KC                  |
| Laura van der Heijden    | RR | Chambray Touraine Handball    |
| Sarah Dekker             | RA | HSG Bensheim/Auerbach         |
| Angela Malestein         | RA | Ferencváros Budapest          |
| Merel Freriks            | KM | Vipers Kristiansand           |
| Tamara Haggerty          | KM | Debreceni Vasutas SC          |
| Romée Maarschalkerweerd  | KM | Horsens HK                    |
| Stand: 27. November 2024 |    |                               |

## Trainer
Von 2016 bis 2019 trainierte Helle Thomsen die Auswahl. Emmanuel Mayonnade trainierte das Team dann bis zu seinem Rücktritt vom Amt im September 2021. Anschließend übernahm Monique Tijsterman als Interimstrainerin den Posten bis zum Jahresende 2021. Zwischen Februar 2022 und September 2024 war Per Johansson Trainer des Teams der Niederlande. Anschließend übernahm Henrik Signell das Traineramt.